# 醫神 (第三季)
《豪斯醫生》是一部美國醫療劇，第三季於2006年9月5日至2007年5月29日由福克斯廣播公司在美國首播，並於2008年8月26日至2009年2月3日由無綫電視在香港首播。
劇集以虛構的新澤西州普林斯頓–普萊恩斯堡教學醫院（PPTH）爲中心，講述其中診斷醫學部在乖張名醫格里高利·豪斯帶領下問診疑難雜症的故事。

## 演員與角色

### 主角
| 主角          | 演員             | 職務/關係 | 集數       | TVB配音 |
| ------------- | ---------------- | --- | ---------- | ------- |
| 格里高利·豪斯 | 休·勞瑞          | 普林斯頓–普萊恩斯堡教學醫院（PPTH）診斷醫學部主任，病理學和腎臟科住院醫師、傳染病專家及重症醫師                                                                | 24（全季） | 陳欣    |
| 莉莎·卡迪     | 莉瑟·埃德爾斯廷  | 内分泌學家，醫學院院長兼醫院行政總管（1–7季） | 24         | 黃玉娟  |
| 詹姆斯·威爾遜 | 羅伯·蕭恩·萊納德 | 腫瘤學部主任，豪斯好友，有過三段婚姻 | 24         | 雷霆    |
| 埃里克·福爾曼 | 奧馬爾·愛普斯    | 神經内科醫師，診斷醫學部高級醫師（1–7季）和主任（第6季）、醫學院院長（第8季）                                                                              | 24         | 翟耀輝  |
| 羅伯特·蔡斯   | 傑西·斯賓塞      | 外科醫師和重症醫學專家，診斷醫學部高級醫師（1–3、6–8季）及主任（大結局）、外科學部醫師（4–5季），福爾曼好友                                                | 24         | 黃啟昌  |
| 艾莉森·卡梅倫 | 詹妮弗·莫里森    | 免疫學家，診斷醫學部高級醫師（1–3、6季）、急診室高級主治醫師及部門主任（4–5季）、芝加哥急診醫學部主任（大結局），愛慕豪斯、福爾曼好友並與蔡斯成婚（5–6季） | 24         | 張頌欣  |

### 常設
| 配角          | 演員            | 關係/職位                                              | 集數             | TVB配音 |
| ------------- | --------------- | ------------------------------------------------------ | ---------------- | ------- |
| 邁克爾·崔特   | 大衛·摩斯       | 普林斯頓警察局偵探，因門診經歷處心積慮想把豪斯繩之於法 | 6（5–7、9–11集） | 陳曙光  |
| 布倫達·普雷溫 | 斯蒂芬妮·文迪托 | 護士長                                                 | 4（2–4、6集）    |         |
| 阿莉          | 萊頓·梅斯特     | 門診病人未滿18歲的女兒，因患球孢子菌病而瘋狂迷戀豪斯   | 2（3–4集）       |         |
| 羅恩·辛普森   | 羅恩·珀金斯     | 矯形外科醫師，醫院董事會和器官移植委員會成員           | 2（4、13集）     |         |
| 霍華德·格邁納 | 卡迪姆·哈迪森   | 豪斯的刑事辯護律師                                     | 2（6、11集）     |         |
| 羅德尼·福爾曼 | 查爾斯·S·達頓   | 埃里克·福爾曼的父親                                    | 1（第20集）      |         |

## 劇集
| 總集數 | 集數 （季） | 標題                                  | 導演               | 編劇 | 首播日期       | 美國收視人數 （百萬） |
| --- | ----------- | ------------------------------------- | ------------------ | --- | -------------- | --------------------- |
| 47 | 1           | 意義 Meaning                          | 傑蘭·薩拉菲揚      | 劇本創作 ：羅素·弗倫德 & 蓋里特·萊爾納 & 勞倫斯·卡普洛 & 大衛·肖爾 故事構思 ：勞倫斯·卡普洛 & 大衛·肖爾   | 2006年9月5日   | 19.55                 |
| 豪斯從槍傷恢復過來，重返辦公室接手處理2宗癱瘓病人案例。大夥發現豪斯對病人的態度發生巨大轉變，其中一名病人理查德的太太更是感謝他對丈夫的細心關照。豪斯認為理查德能再次走動，但他的說法欠缺醫學理論或檢測結果支持。卡梅倫和福爾曼則認為豪斯的出發點僅僅只是自娛，決定不再協助他。 最後診斷：來自腦部手術的下丘腦功能失調引發愛迪生氏病（理查德·麥克尼爾）；壞血病（卡倫·克勞澤） |             |                                       |                    | |                |                       |
| 48 | 2           | 拐與能 Cane and Able                  | 丹尼爾·薩克海姆    | 劇本創作 ：羅素·弗倫德 & 蓋里特·萊爾納 & 勞倫斯·卡普洛 & 大衛·肖爾 故事構思 ：羅素·弗倫德 & 蓋里特·萊爾納 | 2006年9月12日  | 15.74                 |
| 豪斯因上次未能正確診斷而耿耿於懷，更因此影響自己的身體狀況，然而卡迪和威爾遜卻仍不願告之他其實做出正確診斷的實情告訴他。與此同時，豪斯的新病人，7歲男孩克蘭西，他原是試管嬰兒，因為直腸出血而被送到醫院，更聲稱遭外星人折磨。當醫療人員替男童檢查時驚訝地發現，同一測試在他身上會有截然不同的結果。 最後診斷：嵌合體（克蘭西·格林） |             |                                       |                    | |                |                       |
| 49 | 3           | 知情同意 Informed Consent             | 勞拉·因尼絲        | 大衛·福斯特                                                                                               | 2006年9月19日  | 13.67                 |
| 藥物對豪斯突然失去效用，令豪斯回復與手杖為伴的日子。豪斯的新病人以斯拉·鮑威爾是一名著名的醫學研究先驅，豪斯下令替在研究所內昏倒的以斯拉進行詳細檢查，但醫療隊伍卻未能確切斷症，以斯拉的情況一直惡化。身體愈來愈衰弱的以斯拉最終要求醫療人員停止反覆的檢驗，又要求醫療人員了結他的生命。面對道德的考驗，豪斯提出請他等24小時，否則會協助他了結自己的生命。 最後診斷：充血性心力衰竭繼發於老年性AA型心臟澱粉樣變性（以斯拉·鮑威爾醫生）                                                       |             |                                       |                    | |                |                       |
| 50 | 4           | 底綫 Lines in the Sand                | 牛頓·托馬斯·西格爾 | 大衛·霍澤頓                                                                                               | 2006年9月26日  | 14.52                 |
| 一名患有嚴重自閉症的10歲男童經常無故大叫來宣洩，3名曾診治他的醫生也找不出原因，豪斯遂接手處理病症。眾人對豪斯接手此症大惑不解，他們覺得小孩根本沒有病，他的行為只是一般自閉症患者的病徵。豪斯強調他只想要一名不會說謊的病人，而某程度上豪斯頗能理解這個小孩，因為他倆都是孤獨和離群的。在豪斯的心目中，他甚至有點羨慕這小孩。 最後診斷：浣熊貝蛔蟲（亞當·凱爾維）；球孢子菌病（阿莉） |             |                                       |                    | |                |                       |
| 51 | 5           | 愛的傻瓜 Fools for Love               | 大衛·普拉特        | 彼得·布萊克                                                                                               | 2006年10月31日 | 14.18                 |
| 豪斯與他的醫療隊伍要爭取時間救回一對年輕夫婦的性命。20歲的翠茜與丈夫傑瑞米遭歹徒搶劫後，因呼吸困難及原因不明的強烈腹痛被送到醫院。當翠茜接受檢查時，傑瑞米突然暈倒。而從傑瑞米的檢查結果中，令醫療人員相信二人的病是有關連的。另一邊廂，豪斯與病人邁克爾·崔特則發生激烈的口角。 最後診斷：遺傳性血管性水腫（翠茜和傑瑞米） |             |                                       |                    | |                |                       |
| 52 | 6           | 順其自然 Que Será Será                | 傑蘭·薩拉菲揚      | 托馬斯·L·莫蘭                                                                                             | 2006年11月7日  | 16.11                 |
| 體重達600磅的喬治在家中昏迷，必須送往醫院救治。病人的體積龐大，同時增加了醫療人員進行檢查的難度；救護員無法循正常途徑送往醫院，最後決定破牆而入。在進行核磁共振成像時，喬治突然在驚慌中甦醒過來，更力圖爭脫。喬治認為自己的健康狀況良好，要求出院。可是，卡梅倫認為喬治的情況比他想像中的嚴重。卡梅倫在別無他法下，只好採用非常措施勒令喬治留院。喬治個人認為他患有的疾病與體重無關，究竟導致他昏迷的病因是甚麼？ 最後診斷：小細胞肺癌（喬治）                                              |             |                                       |                    | |                |                       |
| 53 | 7           | 昏迷男之子 Son of Coma Guy            | 丹·阿提亞斯        | 多麗絲·伊根                                                                                               | 2006年11月14日 | 14.60                 |
| 最後診斷：MERRF綜合徵（凱爾·沃茲尼亞克） |             |                                       |                    | |                |                       |
| 54 | 8           | 打地鼠 Whac-A-Mole                    | 丹尼爾·薩克海姆    | 帕梅拉·戴維斯                                                                                             | 2006年11月21日 | 15.20                 |
| 18歲的青年傑克任職於兒童餐廳，一日他跟舉辦生日會的兒童玩得興高采烈之際，因突發性心臟病和大量嘔吐而昏倒被送往醫院。自從傑克的父母過世以後，他一直充當弟妹的家長。豪斯把傑克的診斷結果放在信封內，要求他的隊員在短時間內憑自己的能力找出傑克病因。傑克雖然清醒，但要留院觀察，豪斯前往探望。另一方面，隊員則努力地從豪斯留下的提示努力找出傑克的病因。最後，傑克面對一個可以令病情好轉的機會，然而他所下的決定或會令他與弟妹分離，到底他會如何取捨？ 最後診斷：慢性肉芽腫病（傑克·沃爾特斯）  |             |                                       |                    | |                |                       |
| 55 | 9           | 尋找猶大 Finding Judas                | 傑蘭·薩拉菲揚      | 薩拉·赫斯                                                                                                 | 2006年11月28日 | 17.30                 |
| 患有胰臟炎的女孩愛麗絲，由於愛麗絲已離異的父母未能就治療方法達成共識，豪斯惟有把她的個案訴諸法庭。愛麗絲的情況每況愈下，法庭竟把她的監護權判給卡迪，讓她決定愛麗絲的治療方針。傑克雖然清醒，但要留院觀察，豪斯前往探望。另一方面，隊員則努力地從豪斯留下的提示努力找出傑克的病因。最後，傑克面對一個可以令病情好轉的機會，然而他所下的決定或會令他的家庭永遠破裂，到底他會如何取捨？ 最後診斷：紅細胞生成性原卟啉病（愛麗絲·哈特曼）                                                        |             |                                       |                    | |                |                       |
| 56 | 10          | 小小聖誕節快樂 Merry Little Christmas | 托尼·杜（音譯）    | 麗茲·弗里德曼                                                                                             | 2006年12月12日 | 11.77                 |
| 聖誕節當天，威爾遜與探員崔特送了一份“聖誕禮物”予豪斯，沒想到威爾遜此舉居然令麻煩多多的豪斯生氣不已。豪斯遇上卡迪的病人阿比蓋爾和她的母親瑪迪。阿比蓋爾與瑪迪兩母女原來都是侏儒，阿比蓋爾的肺部最近非常的虛弱，雖然現正處於康復的階段，可是仍然陸陸續續出現很多不同的病徵。不過卡迪卻始終沒有發現阿比蓋爾病情的嚴重性，豪斯遂接手醫治阿比蓋爾的工作。 最後診斷：朗格漢斯細胞組織細胞增生症（阿比蓋爾·拉爾凡）                                                                                |             |                                       |                    | |                |                       |
| 57 | 11          | 言行 Words and Deeds                  | 丹尼爾·薩克海姆    | 萊納德·迪克                                                                                               | 2007年1月9日   | 17.78                 |
| 消防員德雷克·霍伊特的體溫極高，神智不清，令醫療人員相信他的病情是由嚴重的荷爾蒙失衡引起。可是，德雷克對治療方法產生非常激烈的反應，甚至可能在治療過程中危及卡梅倫的人身安全。到底德雷克所患何病，而醫療人員該如何替他治療？與此同時，豪斯因被控非法藏有毒品而需出席聆訊。他為了脫罪，作出出人意表的行動。 最後診斷：脊髓腦膜瘤（德雷克·霍伊特） |             |                                       |                    | |                |                       |
| 58 | 12          | 一天，一室 One Day, One Room          | 胡安·J·坎帕內拉    | 大衛·肖爾                                                                                                 | 2007年1月30日  | 27.34                 |
| 豪斯被控非法藏毒的罪名不成立，原來卡迪為使豪斯脫罪而提供假證供，她遂要求豪斯以診症時間還人情債。豪斯的新病人是患有性病的伊芙，而她更承認最近曾經被人強姦。豪斯認為在醫學上可以為伊芙做的已經不多，於是提議把她轉介到精神心理科，但伊芙卻拒絕與心理醫生對談，並揚言只願接受豪斯的治療。然而面對豪斯時，伊芙卻沒有話說，坦言自己也不知為何只想與他說話。豪斯則認為每人做每件事都應該有自己的理由，伊芙就以“因為我相信你”來回答。 最後診斷：强奸導致的衣原體感染和懷孕（伊芙）；肺癌（流浪漢） |             |                                       |                    | |                |                       |
| 59 | 13          | 大海撈針 Needle in a Haystack         | 彼得·奧法倫        | 大衛·福斯特                                                                                               | 2007年2月6日   | 24.88                 |
| 16歲的斯蒂維因嚴重呼吸困難和內出血被送到醫院，由豪斯和他的團隊接手治療。豈料，斯蒂維原來來自一個羅姆人家庭，他的父母拒絕讓兒子接受任何現代療法，令一班醫生頓感手足無措。另一方面，醫院把豪斯所用的傷殘人士泊車位給予另一位坐電動輪椅的新任醫生，令豪斯感到十分憤怒，並多方設法奪回車位。 最後診斷：吞食牙籤導致的出血（斯蒂維·利帕） |             |                                       |                    | |                |                       |
| 60 | 14          | 無感 Insensitive                      | 傑蘭·薩拉菲揚      | 馬修·V·劉易斯                                                                                             | 2007年2月13日  | 25.99                 |
| 情人節這天，急症室因暴風雪而人手短缺。豪斯遇上福爾曼的病人漢娜，她與母親於一宗交通意外中受傷。縱使漢娜身受重傷，但豪斯卻看出她痛楚的表現是裝出來的。豪斯對這個個案特別感到興趣，因為他相信漢娜患有某種奇怪和罕有的疾病，令她對痛楚毫無感覺。到底漢娜是否真的如豪斯所相信，即使身受重傷卻毫不感到痛楚？而她又為什麼要裝出痛苦的樣子？ 最後診斷：魚縧蟲引起的維生素B12缺乏症（漢娜·摩根塔爾）                                                                                                 |             |                                       |                    | |                |                       |
| 61 | 15          | 蠢貨 Half-Wit                         | 凱蒂·雅各布斯      | 勞倫斯·卡普洛                                                                                             | 2007年3月6日   | 24.40                 |
| 35歲的音樂奇才帕特里克，在表演中途左手突然抽搐，被送入醫院。豪斯從帕特里克的父親得知帕特里克10歲時遇上交通意外，令從沒有學習音樂的帕特里克，變成為一位完美的鋼琴演奏家。帕特里克的奇異經歷引起豪斯的好奇心，欲找出導致帕特里克轉變的原因。與此同時，醫院的同事發現豪斯與一名腦科專家聯絡，研究帕特里克的病情。 最後診斷：大動脈炎（帕特里克·奧布耶德科夫） |             |                                       |                    | |                |                       |
| 62 | 16          | 絕密 Top Secret                       | 傑蘭·薩拉菲揚      | 托馬斯·L·莫蘭                                                                                             | 2007年3月27日  | 20.80                 |
| 豪斯的病人竟然曾在夢境救他一命的海軍陸戰隊退役士兵凱利。凱利曾於伊拉克駐守兩年，回國後卻常感到疲累和出現疼痛的現象。一眾醫生均對凱利的病情有所保留，但礙於凱利的叔父為醫院的重要捐助人，眾人被逼處理他的個案。另一方面，豪斯疑因服藥過多而小便困難。 最後診斷：遺傳性出血性血管擴張症（約翰·凱利）；尿崩症（吉娜） |             |                                       |                    | |                |                       |
| 63 | 17          | 致命位置 Fetal Position               | 馬特·沙克曼        | 羅素·弗倫德 & 蓋里特·萊爾納                                                                               | 2007年4月3日   | 20.35                 |
| 42歲著名攝影師艾瑪·斯隆懷有身孕。她在工作時突然中風，此後艾瑪的情況每況愈下，更先後出現腎衰竭及肝衰竭的情況。豪斯認為艾瑪是患有罕有的鏡像綜合徵。最後，豪斯更指艾瑪和胎兒兩個只能活一個。同時，卡梅倫與蔡斯的秘密關係被福爾曼和卡迪發現。 最後診斷：鏡像綜合徵（艾瑪·斯隆）；先天性肺部呼吸道畸形（艾瑪的嬰兒） |             |                                       |                    | |                |                       |
| 64 | 18          | 空中 Airborne                         | 艾洛蒂·基恩        | 大衛·霍澤頓                                                                                               | 2007年4月10日  | 21.57                 |
| 豪斯和卡迪於新加坡的國際會議結束後，登上飛返美國的航班。起飛後不久，坐在豪斯旁邊的乘客感到非常不適。豪斯認為這名乘客只是宿醉未醒，但卡迪卻懷疑病人患有傳染病，更會影響機上其他乘客的安危。為避免情況繼續惡化，卡迪提議折返新加坡，但豪斯卻反對。其後，該名男子的病情加劇，而機上的另一名乘客亦出現同樣的病徵，令人擔心會有傳染病，威脅機上所有乘客的健康。 最後診斷：溴甲烷中毒（弗蘭）；減壓症（彭）；轉換障礙（其他乘客）                                                                 |             |                                       |                    | |                |                       |
| 65 | 19          | 成熟點 Act Your Age                   | 丹尼爾·薩克海姆    | 薩拉·赫斯                                                                                                 | 2007年4月17日  | 22.41                 |
| 醫療隊替6歲女孩露西檢查時，發現露西心臟附近的組織變硬，從而綑住心臟，後來更令她中風。卡梅倫和蔡斯的關係漸趨緊張，豪斯遂特意安排二人一同到露西的家採集有關她病情的資料，在搜查時駭然發現露西可能受到虐待，而他們更發現露西的8歲兄長有怪異行為。 最後診斷：皮膚接觸睪酮導致的性早熟（露西和賈斯珀） |             |                                       |                    | |                |                       |
| 66 | 20          | 寵物訓練 House Training               | 保羅·麥克雷恩      | 多麗絲·伊根                                                                                               | 2007年4月24日  | 20.81                 |
| 女子盧佩在街上以撲克牌行騙時昏倒，她因腦部缺乏血液而失去決策的能力。眾人研究盧佩的背景，福爾曼馬上懷疑她的情況跟藥物濫用有關，而蔡斯卻嘗試找出其他可能性，包括研究盧佩家的毒素。盧佩的病情每況愈下，而她的器官更開始衰退。到底一眾醫者能否救回盧佩的性命？另一方面，卡迪與威爾遜約會，一起參觀藝術展，而豪斯則向威爾遜的前妻套取有關威爾遜的資料。 最後診斷：金黃色葡萄球菌感染（盧佩） |             |                                       |                    | |                |                       |
| 67 | 21          | 家庭 Family                           | 大衛·斯特雷頓      | 麗茲·弗里德曼                                                                                             | 2007年5月1日   | 21.13                 |
| 威爾遜的一名14歲血癌病人尼克，急需接受弟弟馬蒂的骨髓移植才可保命，但威爾遜卻發現馬蒂的健康狀況不適合捐贈骨髓。在沒有其他合適捐贈者的情況下，醫護人員相信馬蒂是尼克的唯一希望。尼克的生命一分一秒的倒數，一眾醫生必需盡快把馬蒂醫好並進行骨髓移植手術。豪斯決定刻意令馬蒂的身體狀況變壞，希望借助他身體的病徵和反應找出病因，從而對症下藥。兩兄弟的情況日趨嚴重，到底豪斯和他的團隊能否戰勝時間，救回兩人的性命？ 最後診斷：組織胞漿菌病（馬蒂）                                             |             |                                       |                    | |                |                       |
| 68 | 22          | 辭職 Resignation                      | 瑪莎·米切爾        | 帕梅拉·戴維斯                                                                                             | 2007年5月8日   | 21.36                 |
| 19歲的女學生艾迪上空手道課時吐血，被送到醫院。與此同時，福爾曼向眾人說出將辭去職務，但卻不肯說出離職原因。縱然艾迪的病徵顯示疾病與傳染病感染無關，但豪斯卻相信這是病發的原因。艾迪的肺部突然膨脹起來，並充滿了液體。眾人相信艾迪或許受癌症或其他毒素影響，但豪斯卻堅持原先的判斷。艾迪的情況越趨惡劣，豪斯提議作出一個關乎病者生死的治療，以證明自己的斷症。眾人不禁質疑到底豪斯是否真正關心病人的情況，還是只為顯示自己的實力。 最後診斷：自殺企圖導致的細菌感染（艾迪）                   |             |                                       |                    | |                |                       |
| 69 | 23          | 混蛋 The Jerk                         | 丹尼爾·薩克海姆    | 萊納德·迪克                                                                                               | 2007年5月15日  | 21.19                 |
| 16歲的天才棋手内特，他於比賽時打傷對手後便感到頭痛欲裂，於是被送到醫院。内特的母親指兒子自步入青少年階段便患有行為問題，豪斯懷疑這些行為問題正正是群發頭痛的病徵。内特的病情日益加劇，其肝臟和腎臟也出現衰竭。豪斯為收窄診斷範圍，對内特行使非常規測試，包括與他下棋以了解情況。 最後診斷：血色病（内特） |             |                                       |                    | |                |                       |
| 70 | 24          | 人爲錯誤 Human Error                  | 凱蒂·雅各布斯      | 托馬斯·L·莫蘭 & 勞倫斯·卡普洛                                                                             | 2007年5月29日  | 17.23                 |
| 古巴夫婦埃斯特萬和瑪麗娜越洋到訪豪斯，希望豪斯能替瑪麗娜斷症。由於途中因海難遺失瑪麗娜的醫療紀錄，醫療隊遂替瑪麗娜進行測試。在進行常規心導管術時，瑪麗娜的心臟突然停頓，令她神秘疾病病情轉壞。豪斯與隊員爭辯到底是人為疏忽還是瑪麗娜的神秘疾病導致她的心臟突然停頓。與此同時，醫療隊為已於垂死邊緣徘徊的瑪麗娜接上儀器，讓埃斯特萬有足夠的時間與妻子道別。另一邊廂，福爾曼努力完成他在醫院最後一日的工作。 最後診斷：先天性心臟病/感染第三冠狀動脈口）（瑪麗娜·埃爾南德斯）                 |             |                                       |                    | |                |                       |

## 備注
1. ↑  劇集英文原標題諧音聖經故事該隱與亞伯（Cain and Abel），亞當與夏娃的長子和次子，故事中該隱殺害亞伯。

## 擴展閲讀
- Holtz, Andrew.  [豪斯醫生的醫學科學]. 企鵝. 2006-10-03  [2019-07-23]. ISBN 978-0-425-21230-1 （英语）.
- Jacoby, Henry. William Irwin , 编.  [豪斯與哲學：人人都説謊]. 約翰威立. 2008-12-03. ISBN 0-470-31660-8 （英语）.
- Wilson, Leah.  [豪斯未授權：血管炎、出門診和醫生對病人的差勁態度]. 本貝拉圖書（英语：BenBella Books）. 2007-11-01  [2019-07-23]. ISBN 1-933771-23-2 （英语）.
- Benson, Kristina.  [豪斯醫生：豪斯醫生第二季非官方指南]. Equity Press. 2008-08-21  [2019-07-23]. ISBN 1-60332-065-2 （英语）.

## 外部連結
- 福克斯廣播公司上《豪斯醫生》的官方主頁（英文）
- 《豪斯醫生》各集列表 来自互联网电影数据库（英文）
- 《電視指南》上《豪斯醫生 （页面存档备份，存于）》的劇集信息（英文）